# Cratere March
March  è un cratere sulla superficie di Mercurio.